# Лебедь А
Лебедь А (англ. Cygnus A, 3C 405) — первая радиогалактика, отождествлённая с оптическим объектом — эллиптической галактикой. Расположена в созвездии Лебедя и удалена от нас на расстояние 600 млн св. лет. Является самым мощным (1038 Вт) внегалактическим источником радиоизлучения в своём созвездии (на что указывает буква А в имени), и одним из сильнейших на всём небосводе. Значительная разница мощности радиоизлучения далёкого Лебедя А и ближайшей к нам внешней галактики Андромеды (1032 Вт) привела впоследствии к разделению галактик на два типа — так называемые нормальные галактики, подобные туманности Андромеды, и радиогалактики.

## История

### Открытие
1939 год — Обнаружен Гроутом Ребером.

### Первые наблюдения
1951 год — Оптически отождествлён с эллиптической галактикой 16-й звёздной величины.

## Массовая культура
В литературе
- В стихотворении Елены Крюковой «Радиогалактика Лебедь А»[10].
- В книге Карла Сагана «Контакт». Упоминается как искусственное сооружение внеземных цивилизаций.